# Soul Plane
Soul Plane es una película cómica estadounidense  dirigida por Jessy Terrero y protagonizada por Tom Arnold, Kevin Hart, Method Man y Snoop Dogg, con actuaciones de reparto de Mo'Nique, Loni Love, K.D. Aubert, D.L. Hughley, Godfrey, Terry Crews y Sofía Vergara. Soul Plane se estrenó el 28 de mayo de 2004 en 1566 cines. En su primera semana, la película obtuvo $5.648.486 en la taquilla doméstica, ubicándose en la quinta posición por debajo de Shrek 2, The Day After Tomorrow, Troya y Raising Helen. Aunque no fue bien recibida por la crítica especializada, la película terminó recaudando $14.190.750 a nivel doméstico y $631.596 internacionalmente para un total de $14.822.346.

## Sinopsis
Nashawn Wade (Kevin Hart) tiene una experiencia horrible con una aerolínea: su perro Dre es clasificado como equipaje facturado en lugar de equipaje de mano y es succionado a través de un motor a reacción (después de que la azafata abre accidentalmente la puerta de carga). En respuesta, demanda a la aerolínea y el jurado le otorga cien millones de dólares. Decide usar el dinero para comenzar su propia aerolínea, llamada N.W.A. (Nashawn Wade Airlines), la que atenderá específicamente a clientes afroamericanos.

## Reparto
| - Kevin Hart es Nashawn Wade. - Snoop Dogg es Antoine Mack. - Tom Arnold es Elvis Hunkee. - Method Man es Muggsy. - K. D. Aubert es Giselle. - Godfrey es Leslie Gaemon. - Brian Hooks es D.J. - Arielle Kebbel es Heather Hunkee. - Loni Love es Shaniece. - Mo'Nique es Jamiqua. - Sofía Vergara es Blanca. - Missi Pyle es Barbara Hunkee. | - Sommore es Cherry. - Ryan Pinkston es Billy Hunkee. - Gary Anthony Williams es Flame. - John Witherspoon es Blind Man. - Cynthia Pinot es Hardrock girl. - Angell Conwell es Tamika. - Roberto Román como un pasajero. - Terry Crews es Bouncer. - Richard T. Jones es False Denzel. - Lil Jon como él mismo. - Ying Yang Twins como ellos mismos. - Karl Malone como él mismo. |